# 新加坡共济会
新加坡共济会（英語：Singapore Freemasonry）是新加坡的一個正规共济会组织。截至2010年，新加坡共濟會共有33个分会和其他所属的团体组织。

## 历史
据传，荷兰共济会成员是第一批在东南亚建立有组织的分会的人，但新加坡分会的起源可以追溯到东群岛共济会组织的成立。该组织创始于1765年，根据地为位于新加坡明古连（英語：Bencoolen）的一座小屋。共济会于1809年9月通过槟城的 Neptune Lodge No. 344 E. C. Penang（后来重新编号为 441）被正式引入马来亚地区。新加坡的正规共济会活动则始于Lodge Zetland in the East No. 748 E. C.（现称为东508号分会的Zetland分会），该分会于1845年12月8日建立在亚美尼亚街的一所房子里。
新加坡共济会于1879年在歌里门街建造现今的总会所建筑菲美胜堂之前，其会议在新加坡各地的共济会会所举行，会议地点包括亚美尼亚街 (1845)、谐街 (1846)、桥北路 (1853)、滨海艺术中心 (1856) ，美芝路甘榜格南段（1871）、美芝路的另一位置（1873）和禧街（1875）。
1879年4月14日，新加坡共济会为哥里门街菲美胜堂的永久会所奠基。
1940年代的二战期间，日军在樟宜监狱囚禁了250名共济会成员，但他们仍得以成功继续在监狱里秘密会面。
2012年，拥有133年历史的菲美胜堂经过三年翻新后重新启用。

## 贡献
新加坡共济会搭建了几个灯塔，为一间华人贫民医院（现陈笃生医院）筹款，并在1845年创办了新加坡第一间公共图书馆。

## 会所

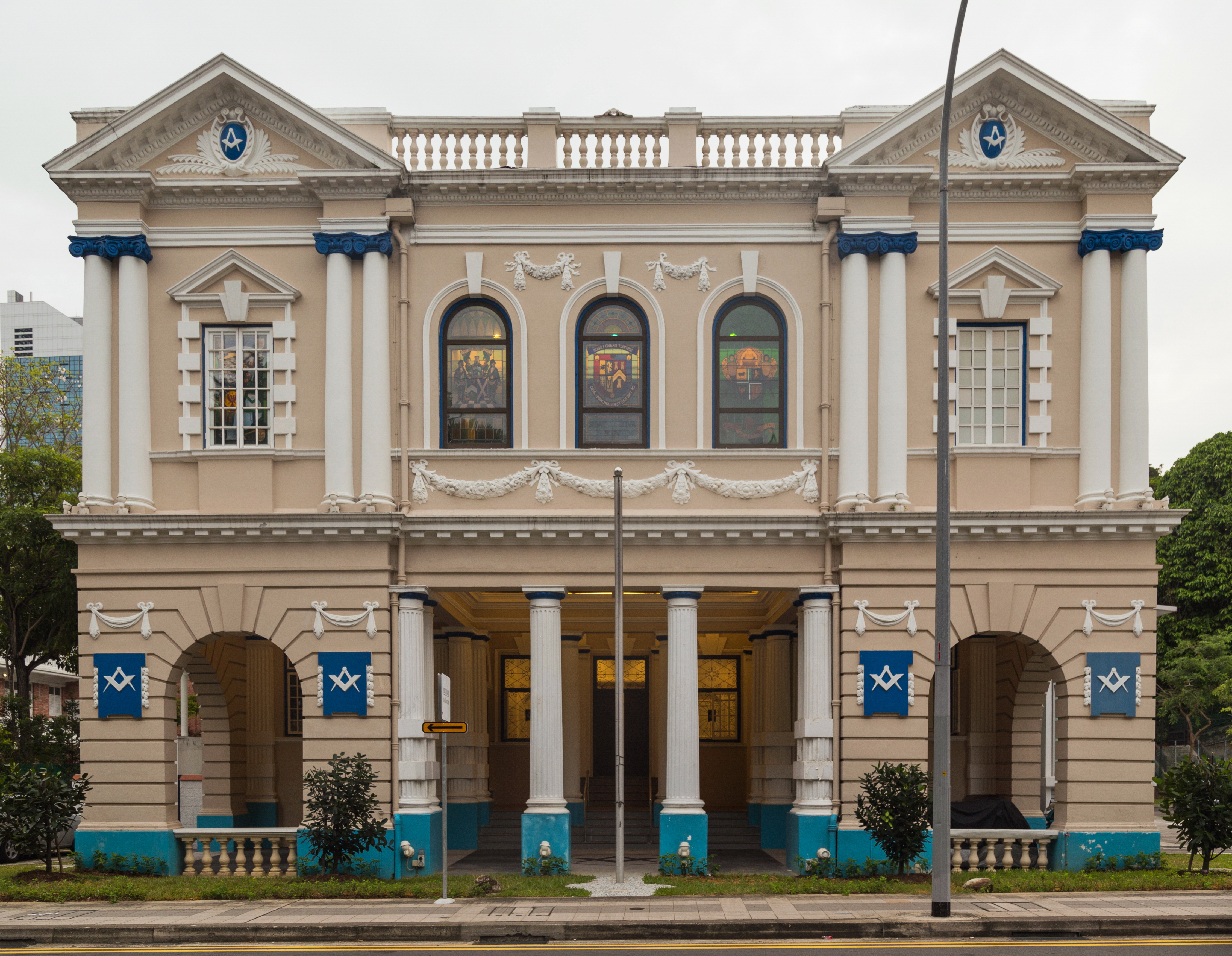
新加坡共济会总会所菲美胜堂

新加坡共济会的会所设立于哥里门街的菲美胜堂。会所二楼的入口处设有一个摆放着许多记载了本地共济会历史的文物展示厅，再往里走则会进入一个议事厅。议事厅内摆放着四张桌子，其中三张是分会主席和两名副手的座位。二楼的另一议事厅的圆顶天花板上悬挂着一个大写的“G”字，该天花板有多重颜色的灯光，代表上午、中午、傍晚等各分会开会的时间。议事厅内还摆放着两块方石，一个表面粗糙，一个表面光滑。

## 现状
新加坡共濟會在当地非常低調，鮮少有相關公開報導。1879年以来，菲美胜堂只对外开放过三次，最近的一次为2018年11月24日其旗下百年分会（英語：Centenary Lodge）举办圣诞义卖活动期间，一般民眾可进入会所参观。

## 著名会员
- 现代新加坡的创建者、第2任荷属东印度总督：托马斯·斯坦福·莱佛士爵士[9][10]